# Свияжск (станция)
Свия́жск — станция Горьковской железной дороги в посёлке городского типа Нижние Вязовые Зеленодольского района Республики Татарстан. 
Станция находится на Казанском ходе Транссиба, на расстоянии 752 км от столицы России города Москвы. От станции на юг уходит Волжская рокада.
Станция находится на правом берегу Волги, в месте пересечения реки с федеральной автодорогой М12 «Восток».

## История
18 декабря 1893 года из Свияжска в Рузаевку отправился первый состав с семью пассажирскими вагонами Московско-Казанской железной дороги.
До открытия Романовского моста в 1913 году переход на станцию Зелёный Дол осуществлялся переправой через реку Волгу. Построенный в Нижнем Новгороде, на заводе Курбатовых товарно-пассажирский колесный пароход «Сергей Витте» перевозил пассажиров. Грузовые вагоны в зимнее время перекатывались по ледяной трассе конным способом, пассажиров перевозили в санях согласно классности билетов.
В 1918 году станция являлась местом ожесточённых боев, а также штабом Красной Армии.
23 января 1942 года Государственным Комитетом Обороны СССР было принято решение о строительстве железной дороги вдоль правого берега пеки Волги в её среднем и нижнем течении. 978-километровая магистраль протянулась от станции Свияжск до станции Иловля и получила название Волжская рокада.
Электрификация станции проведена в 1971—1972 годах.
До середины 1990-х ниже по Волге ещё не было автомобильного моста, поэтому между станцией Свияжск и станцией Зелёный Дол, расположенной на левом берегу, ходила т. н. «вертушка» — поезд из платформ, перевозивший автомобили с одного берега на другой.

## Дальнее следование по станции
По состоянию на январь 2022 года через станцию курсируют следующие поезда дальнего следования:
| № поезда                        | Маршрут движения                | № поезда                        | Маршрут движения                |
| Круглогодичное движение поездов | Круглогодичное движение поездов | Круглогодичное движение поездов | Круглогодичное движение поездов |
| ------------------------------- | ------------------------------- | ------------------------------- | ------------------------------- |
| 107                             | Нижневартовск — Волгоград       | 108                             | Волгоград — Нижневартовск       |
| 325                             | Пермь — Новороссийск            | 326                             | Новороссийск — Пермь            |
| 445                             | Екатеринбург — Кисловодск       | 446                             | Кисловодск — Екатеринбург       |
| Сезонное движение поездов       |                                 |                                 |                                 |
| 491                             | Казань — Адлер                  | 492                             | Адлер — Казань                  |

## Современное состояние
В связи с проведением Универсиады работа с грузами была вынесена за пределы города Казани, для чего станция Свияжск была преобразована в крупный логистический центр.